# 黃叉刺網蝽
黃叉刺網蝽（学名：Belenus dentatus）为網蝽科刺網蝽屬下的一个种。